# Zygmunt Fredro
Zygmunt Fredro z Pleszewic herbu Bończa (ur. ?, zm. 1663) – stolnik sanocki (od 1639), starosta janowski (od 1650), starosta krośnieński (1657–1663), kasztelan sanocki (od 1652), wymieniony w Konstytucji z 1661 roku, sędzia kapturowy ziemi przemyskiej w 1648 roku.

## Życiorys
Zygmunt Fredro dostał po ojcu Kacprze Fredrze i po matce Magdalenie Dunikowskiej tylko Hoczew i parę małych folwarków, oraz dobra Ciśniańskie, obszary wielkie i parę małych folwarków, ale nie przynoszące pożytku. Jeszcze i z tego musiał wyposażyć dwie siostry. Miał jego ojciec także i Chodnowice, ale te dostały się jego starszemu bratu, księdzu Kantorowi Fredrze, i dopiero po tego duchownego śmierci, mogły się dostać jego potomstwu.
Stryj jego Andrzej Fredro, sam niemający męskiego potomstwa, wziął jeszcze jego jako małego chłopca na wychowanie i wyprawił z wyposażeniem do Włoch, a potem do Francji, skąd koło roku 1655 powrócił jako młodzieniec dwudziestoletni, ale już pełen wiedzy.
Został mężem Teresy Ślezanowskiej w 1650 r. w Jarosławiu.
Około r. 1658 występuje jako właściciel Korczyny koło Krosna. Poseł sejmiku wiszeńskiego na sejm nadzwyczajny 1652 roku. W 1652 r. został kasztelanem sanockim. Na sejmie 1659 roku wyznaczony z Senatu do lustracji dóbr królewskich na Wołyniu.
Syn jego Karol Fredro z Pleszewic, który od 1663 był starostą krośnieńskim, został zabity w Warszawie w 1669.
Drugi syn Andrzej Fredro, był również starostą krośnieńskim i poślubił Gniewoszową h. Rawicz.
Miał też córkę Joannę Snopkowską chorążową Latyczowską i dwie córki, które poszły do Zakonu Karmelitanek Bosych i życie poświęciły Bogu.